# باشگاه فوتبال نفت قائم‌شهر
باشگاه فوتبال صنعت نفت نفت قائم‌شهر که به اختصار نفت قائم‌شهر نیز نامیده می‌شود، یک باشگاه فوتبال ایرانی بود که در شهر قائم‌شهر، استان مازندران پایه‌گذاری شد. نفت قائم‌شهر در جام آزادگان حضور داشت.

## پیشینه
نفت با انشعاب از تیم باشگاه فوتبال نساجی مازندران تشکیل شد. تیم نفت در لیگ آزادگان ۱۳۷۳ حضور داشت و در گروه ۱ به رتبه هفتمی رسید و به دسته پایین‌تر سقوط کرد.